# Cobb-fok
A Cobb-fok, ritkábban Cobb-szög a gerinc ferdeségének, azaz a normális görbülettől való elhajlásának a fokban kifejezett mértéke. Azt mutatja meg, hogy a gerinc mennyire hajlana el az egyenestől, ha nem lennének a gerincben a betegséget kompenzáló másodlagos görbületek. Ennek méréséhez az orvosok különböző segédvonalakat használnak.
A gerincferdülés kezdő és végcsigolyáinak a görbület csúcsától távolabb eső zárólemezén átfektetett egyenesekre húzott merőleges egyenesek által bezárt szög pótszöge.
Nevét John Robert Cobb (1903–1967) amerikai ortopéd sebészről kapta, eredetileg a gerincferdülés mértékének meghatározására használták az anteroposzterior röntgenfelvételek koronális síkbeli deformációjának mérésével – később ezt kiterjesztették a szagittális síkbeli deformitások osztályozására, különös tekintettel a traumás derék-hátközépi (thoracolumbáris) gerinctörések eseteire.
Gerinctrauma és szagittális síkbeli deformitás esetében a Cobb-szöget a törésnél eggyel lejjebbi csigolya alsó, illetve eggyel feljebb lévő csigolya felső zárólemezével párhuzamos vonalak által bezárt szögként határozzuk meg.
A traumás gerinctörések osztályozásának 2006-os metaanalízisében a Cobb-fokot használták a poszttraumatikus kyphosis mértékének meghatározására.

## Fordítás
- Ez a szócikk részben vagy egészben a Cobb angle című angol Wikipédia-szócikk ezen változatának fordításán alapul.  Az eredeti cikk szerkesztőit annak laptörténete sorolja fel. Ez a jelzés csupán a megfogalmazás eredetét és a szerzői jogokat jelzi, nem szolgál a cikkben szereplő információk forrásmegjelöléseként.